# أوستين شابمان
أوستين شابمان (بالإنجليزية: Austin Chapman)‏ هو سياسي أسترالي، ولد في 10 يوليو 1864 في أستراليا، وتوفي في 12 يناير 1926 في سيدني في أستراليا. حزبياً، نشط في Protectionist Party ‏. وقد انتخب عضو الجمعية التشريعية نيو ساوث ويلز عن دائرة Electoral district of Braidwood ‏ (24 يونيو 1891 – 11 يونيو 1901) وانتخب عضو مجلس النواب الأسترالي عن دائرة Division of Eden-Monaro ‏ (29 مارس 1901 – 12 يناير 1926).